# Лисин, Сергей Ревович
Серге́й Ре́вович Ли́син (род. 10 декабря 1978, Горький) — российский спортсмен, мастер спорта России международного класса (конькобежный спорт), член сборной команды России по конькобежному спорту, спортивный журналист.

## Биография
Родился в семье советских конькобежцев. Мать Тамара Кузнецова — рекордсменка мира на 3000 метров. Отец Рев (Лев) Михайлович Лисин — рекордсмен РСФСР на 1000 метров среди юношей, член первого состава послевоенной сборной СССР, Заслуженный тренер РСФСР.

### Спортивная карьера
Заниматься спортом начал в 1990 году, в 1992 году был зачислен в нижегородское училище Олимпийского Резерва № 1. В 1995 году стал чемпионом России среди юношей старшего возраста на 3000 метров, в 1996 году завоевал тот же титул на 5000 метров. По итогам сезона 1995/1996 был включен в состав молодёжной сборной команды России. После этого значимых побед не имел, закончил спортивную карьеру в 2004 году.
С 2004 года работал в области разработки программного обеспечения, переехал в Москву.
В 2009 году принял решение вернуться в спорт, начал тренироваться самостоятельно. В декабре 2009 года перешёл в группу тренера Юрия Петрова. В 2010 был пятым на дистанции 5000 м и третьим на 10 000 м при отборе на Кубок Мира. В 2011 году был четвёртым на дистанции 10 000 м на чемпионате России по отдельным дистанциям.
К сезону 2012/2013 готовился самостоятельно, без тренера. В октябре 2012 года стал чемпионом России на дистанции 10 000 м и выполнил норматив МСМК. Был включён в состав сборной команды России для выступления на Кубке Мира, продолжил тренироваться самостоятельно.

#### Дисквалификация
В ноябре 2012 года стало известно, что допинг-проба, взятая у Лисина на чемпионате России оказалась положительной. Спортсмен был отстранен от участия на соревнованиях. В сентябре 2013 года было объявлено о дисквалификации Лисина на 2 года.
Несмотря на поданную апелляцию спортсмен отбыл весь срок дисквалификации и собирался вернуться в спорт в ноябре 2014 года, о чём заявил в развёрнутом интервью, которое дал в августе 2014 года.

#### Продолжение карьеры
После окончания дисквалификации в октябре 2014 года продолжил спортивную карьеру, по-прежнему тренируясь самостоятельно. Переехал в Коломну, выступал за Московскую область.
В 2015 году на чемпионате России по отдельным дистанциям стал третьим на 10 000 м.

#### Спортивные достижения
- Чемпион России среди юношей старшего возраста на дистанциях 3000 м (1995) и 5000 м (1996).
- Чемпион России на дистанции 10 000 м (2012).

#### Тренеры
- Первый тренер — Т. В. Кузнецова (мать)
- Тренер 1991—1996 — Р. М. Лисин (отец)
- Тренер 2009—2011 — Ю. А. Петров

### Карьера журналиста
В 2016 году Лисин начал публиковать на своей странице в Facebook заметки о допинге и спорте. Это привлекло внимание ряда журналистов, которые начали обращаться к нему за комментариями для своих материалов.
Летом 2016 года в газете «Известия» вышло несколько публикаций, автором которых был Лисин.
С осени 2016 года он начал сотрудничество с сайтом «Спортфакт», для которого написал два больших цикла: «История падения нашего спорта» и «Какой спорт такой и допинг». Кроме этого Лисин выступал как обозреватель по общеспортивным темам.
С июля 2017 года — старший редактор олимпийских видов на портале Матч-ТВ.
Тематики статей — циклические виды спорта, допинг

### Правозащитная деятельность
Лисин регулярно выступает представителем спортсменов, обвиняемых в нарушении антидопинговых правил. Первыми известными делами стали случаи легкоатлеток Екатерины Высоцкой и Ольги Дубровиной, в результате рассмотрения которых принимались решения о том, что спортсменки не будут дисквалифицированы. В деле еще одного легкоатлета, Игоря Образцова, которое также вёл Лисин, срок дисквалификации спортсмена был сокращён с четырёх лет до года. Метатели молота Алишер Эшбеков и Игорь Виниченко, в чьих пробах обнаружили следы анаболических стероидов, были оправданы.
Весной 2020 года Лисин выступил с резкой критикой новых критериев комплектования сборных команд, утвержденных Всероссийской федерацией легкой атлетики. В результате им, от имени пострадавших спортсменов, был инициирован иск в Международный спортивный суд (CAS), который отменил действие документа.
В 2021 году CAS полностью оправдал легкоатлетов Анну Князеву-Широкову и Андрея Исайчева, дисквалифицированных РУСАДА за сотрудничество с пожизненно отстраненным тренером Владимиром Казариным, интересы спортсменов представляла фирма «Лисин, Мишин и партнеры». В мае 2021 года стало известно о снятии обвинений в использовании анаболических стероидов с легкоатлета Дениса Огаркова, защиту которого вела та же фирма.
Осенью 2021 года Международный спортивный суд вынес решение по иску российской легкоатлетки Марии Ласицкене против Международной ассоциации легкоатлетических федераций (World Athletics). Интересы Ласицкене представляла фирма «Лисин, Мишин и партнеры». Стратегия иска была построена таким образом, что для победы в нём World Athletics должна была допустить Ласицкене на Олимпиаду в Токио В результате, иск был проигран, но Ласицкене стала олимпийской чемпионкой.